# Oxidercia acripennis
Oxidercia acripennis là một loài bướm đêm trong họ Noctuidae.